# ラスベガス・バレー
ラスベガス・バレー（英: Las Vegas Valley）は、アメリカ合衆国ネバダ州の南部、クラーク郡の全域を含むラスベガス・パラダイス都市圏、あるいはラスベガス・パラダイス・ヘンダーソン都市圏の中心部を指し、また都市圏そのものを言うこともある。ラスベガス・バレーはネバダ州最大の人口集中部を含む面積600平方マイル (1,550 km²) の河川流域である地形としてのラスベガス・バレーで定義されている。その歴史はラスベガス市、および国勢調査指定地域であるパラダイスの歴史と密接に結びついている。領域内にはネバダ州の人口が多い方から3番目までの法人化都市、ラスベガス、ヘンダーソン、ノースラスベガスの各市が含まれている。
「ラスベガス」および「ベガス」という名前はバレーそのもの、大通りのラスベガス・ストリップ、ラスベガス市を示すために使われ、またラスベガス会議観光局はブランドとして用い、地域全体を指すためにも使われている。都市圏の人口は1990年に約74万人だったが、2010年では約200万人にまで成長してきた。
この地域は大々的なギャンブル、ショッピングおよび高級料理を食する機会を提供することで知られている。多くの観光目的の建物には華美な照明が付けられている。宇宙から見れば、世界でも最も明るい都市と呼ぶことができる。「世界の娯楽首都」を自称するラスベガスはカジノのあるリゾート施設と関連娯楽が多くあることで有名である。また退職者の集まる地域社会が形成され成長している。

## 歴史
この地域は1854年にモルモン教徒の農夫が入植したのが始まりであり、1864年にアメリカ陸軍の砦ができて、ネバダ州南部とアメリカ軍の長い関係が始まった。1930年代以降は主に成人をターゲットにしたギャンブルの中心地かつリゾート地として一般に認められてきた。不動産価格が比較的安価であったことで、1990年代に人口の大きな流入が始まり、現在でも全方位に拡大を続けている。
ラスベガス・バレーの北東隅にネリス空軍基地がある。ここのパイロットが使う地域、およびその他の連邦政府機関が使用する地域があり、地理的にはラスベガス・バレーの成長限界になっている。このために地域内には中高層ビルが建設されるようになってきた。
1960年代後半に実業家のハワード・ヒューズがこの地域を訪れ、多くのカジノ・ホテルやテレビ・ラジオ放送局を買収した。他の法人がカジノ・ホテルの買収を始めた。観光客がホテルやカジノで落とす金が途切れず、ネリス空軍基地の設立による連邦政府の資金という新しい収入源で補われた。軍関係者やカジノで職を求める人々が流入し、土地開発ブームが始まったが、現在は落ち着いている。
ラスベガスのギャンブルによる収入はマカオに追い越されたが、世界でも最上級の娯楽目的地であり続けている。

## 領域

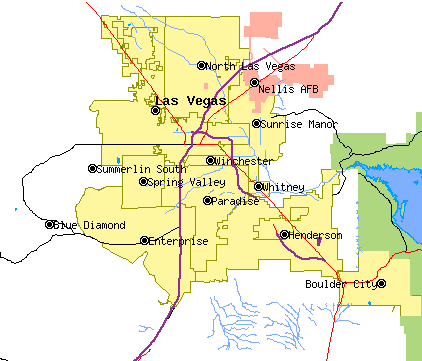
ラスベガス・バレーの都市と町

ラスベガス・バレーは地形としてのラスベガス・バレーに含まれている。ここにはラスベガス、ヘンダーソン、ノースラスベガスの各市と、未編入の町であるパラダイス、スプリングバレー、サンライズマナー、エンタープライズ、ウィンチェスター、ホイットニーなどが入っている。
クラーク郡政府はラスベガスの「都市計画」を持っている。この定義では東西約20マイル (32 km)、南北約30マイル (48 km) のほぼ矩形になっている。ただし、レッドロック・キャニオン、ブルーダイアモンドおよびチャールストン山は除外されている。
ラスベガス都市圏警察署が地域最大の警察組織であり、クラーク郡全体の治安を維持している。約3,000名の警官がおり、ラスベガス市、未編入領域、ラスベガス中心街から約90マイル (140 km) 南のラフリン、および郡内の砂漠や公園を管轄している。ノースラスベガス、ヘンダーソンおよびボールダーシティのように独自の警察組織がある都市は管轄外である。
バレーの住人は「バレー」の同義語として「都市圏」という言葉を使うことが多いが、これは誤った使い方であり、「バレー」は地形上の流域（低地）である。このバレーは一般に、西はスプリング山脈、北はシープ山脈、東はマッディ山脈とミード湖、南はブラック山脈で仕切られる平原である。

## 地理と環境

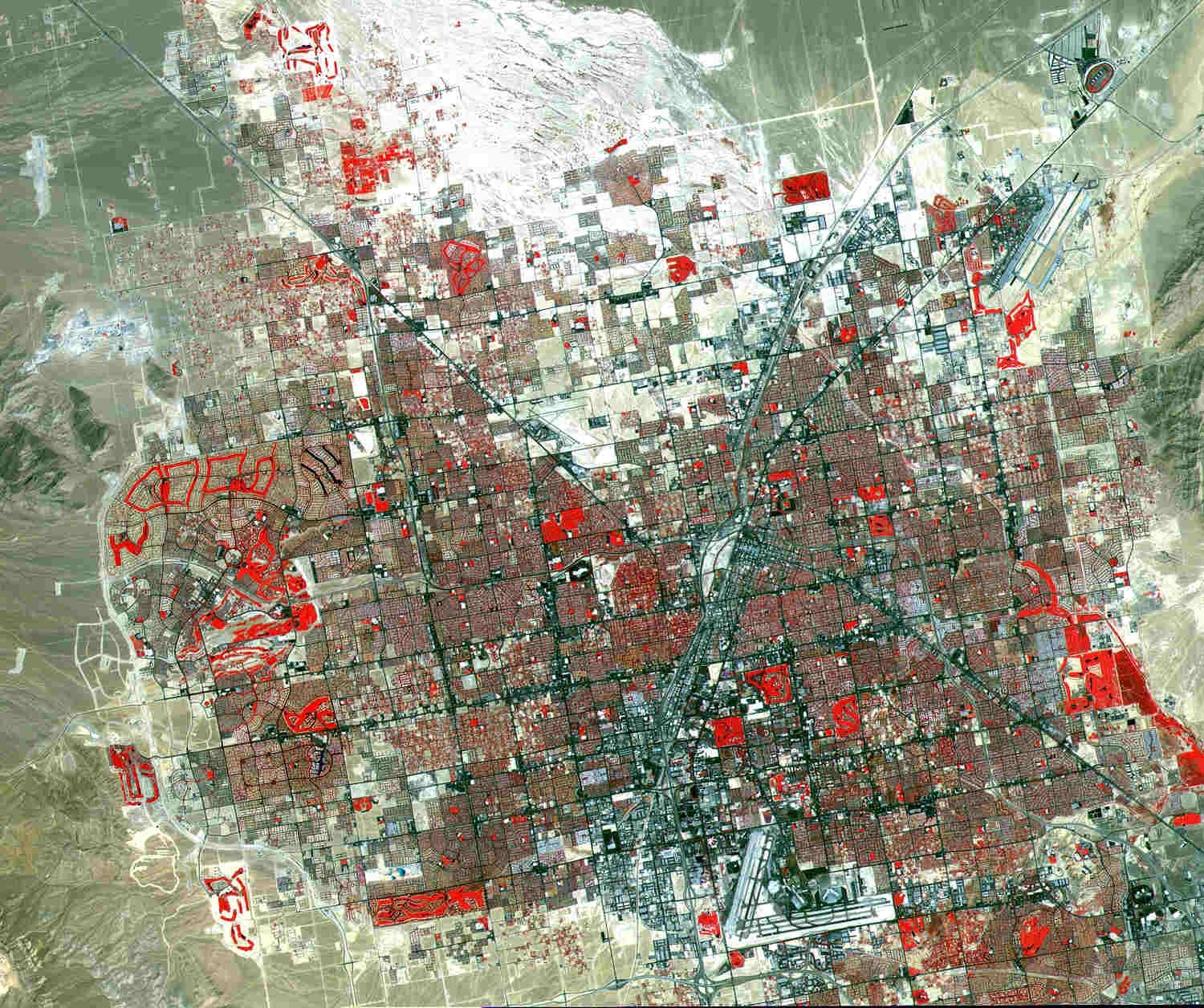
高度438マイル (700 km) の人工衛星「テラ」から撮影したラスベガス・バレー、ゴルフ場などの草地が赤色で表示されている。写真下はサンセット道路と空港の直ぐ南、西にスプリング山脈、東にサンライズ山脈が見える。

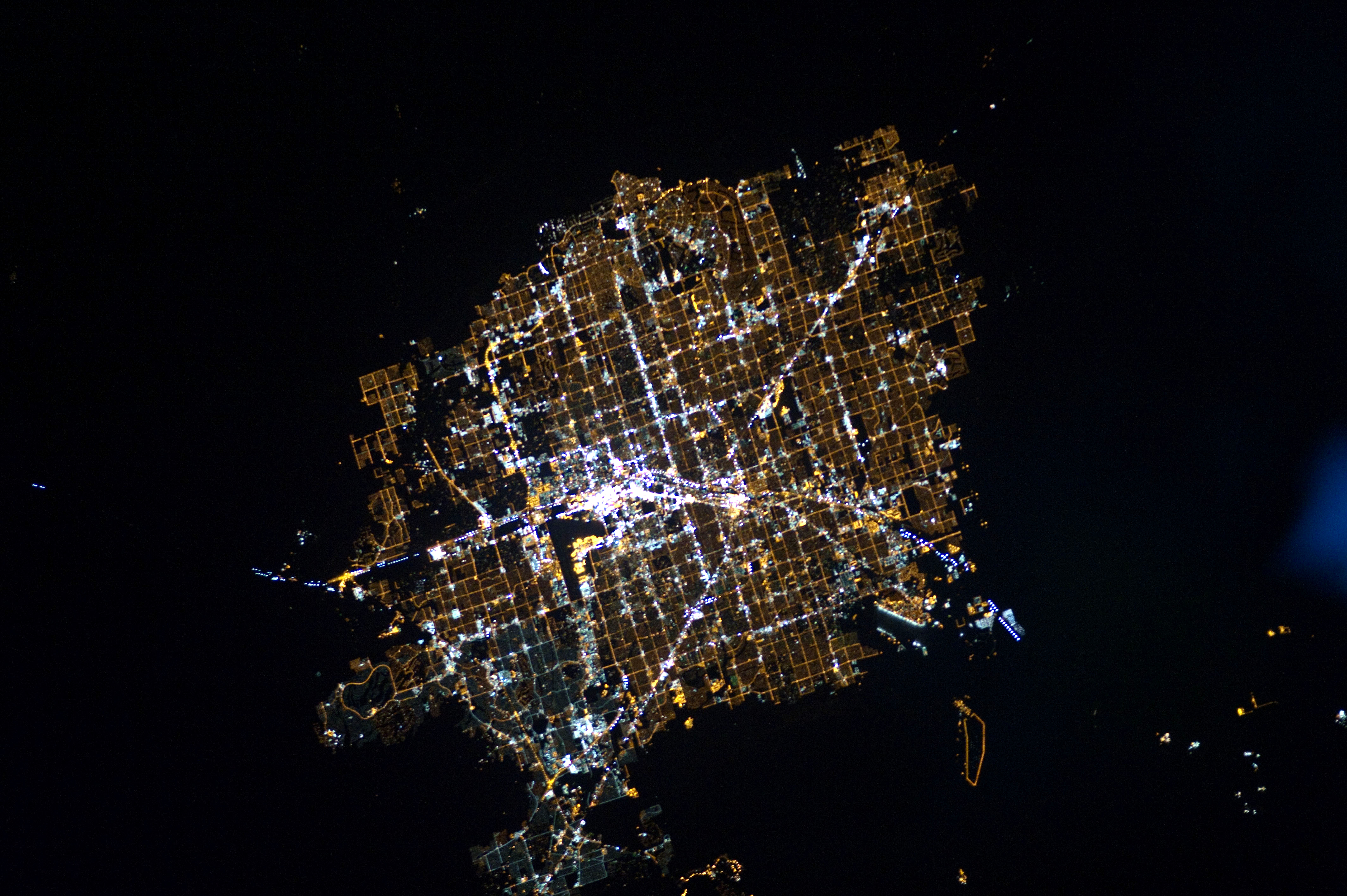
夜のラスベガス、2010年撮影

ラスベガス・バレーはモハーヴェ砂漠の中にある。周辺は砂漠であり、遠くには山脈がある。

### 気候
ラスベガス・バレーはモハーヴェ砂漠の比較的高度が高い所にあり、季節によりまた昼と夜の温度が大きく変化する所である。年間降水量は平均して5インチ (125 mm) に満たない。夏季7月と8月の日中気温は 101°F (38℃) あたりまで上がるのが通常である。しかし湿度が大変低いためにいくらか凌ぎやすくしている。ただし夏季の屋外で、脱水症状、熱中症、および日射病はわずかな時間でも起こり得る。夏の自動車内部は幼い子供やペットにとって危険であり、肌に直射日光を浴びると第一度から第二度の熱傷を生じることがある。7月と8月はモンスーンが吹く季節でもあり、カリフォルニア湾からの湿った風がアメリカ合衆国南西部の大半を湿らせることになる。このとき湿度が上がるだけでなく、砂漠性の激しい雷雨を生み、鉄砲水になることもある。
冬季の気温は温暖から冷涼の範囲にあり、日照のある日が多い。冬季日中気温は 60°F (16℃) 近くまで上がり、夜間は 40°F (4℃) くらいまで下がる。周辺の山岳部は冬の雪に覆われるが、バレー内での積雪は希である。数年置きに計測可能な程度の降雪がある。

### 断層
バレー内には7つの地震断層がある。すなわち、フレンチマン山断層、ホイットニー・メサ断層、キャッシュマン断層、バレービュー断層、ディケーター断層、エグリントン断層、ウェストチャールストン断層である。

### 大気質
ラスベガス・バレーは砂漠性盆地にあるために大気質の問題がある。風が巻き上げる埃から自動車がはき出すスモッグ、あるいは空気中を漂う花粉まで大気を汚すものがあり、大気質の悪い日々がある。
花粉はそのカウント数が7万以上になる数週間は大きな問題になる。地方政府は花粉を生じさせる植物を禁止することで制御しようと努めている。
埃は風の強い日に起こる問題であり、時間が短く、季節によって片寄りがある。本格的な砂嵐は滅多に起こらない。
スモッグは逆に風が無くバレー内の空気を動かさないときが最悪である。冬季の逆転現象が起こっているときはスモッグがバレーの中に滞留してしまう。
ラスベガス・バレーでは製造業が主要産業にはなっていないので、クラーク郡は大気質の問題を抑えようと努め、幾らかの成功を収めてきた。しかし連邦政府の大気中粉塵許容量基準が厳しくなることで、その基準に合わせることが難しくなっている。

### 水
地域固有の植物相は土壌の保水力を上げる役には立っていない。モンスーン季の豪雨時あるいは比較的雨の多い1月と2月に、ウォッシュあるいはアロヨと呼ばれる通常は乾燥している水路のネットワークに山岳部からの水が流れ、クラーク郡湿地公園を流れるラスベガス・ウォッシュに集まる。このウォッシュ体系が大きな自然湿地を形成し、コロラド川に流れ込んでいたが、コロラド川にフーバーダムが建設されるとミード湖が形成された。1980年代と1990年代の開発でラスベガス湖が造られ、ラスベガス・ウォッシュの水をラスベガス湖の下を通るトンネルでミード湖に流すようになった。
ネバダ州は毎年ミード湖から約30万エーカー・フィート (370,000,000 m³) の水を受け取り、またそれをミード湖に戻しているとされている。この割り当てはネバダ州がまだ人口が少なく、農業もあまり行われていなかった時に結ばれたコロラド川盟約に基づいている。また水量は雨量の多かった年代に合わせられており、流域全体で利用できる水量を過大に見ている。その結果、数年間にわたって標準以下の降水しかない場合はコロラド川貯水池に大きな影響を与えることになる。ラスベガス地域はこの割り当てをラフリンで使い、割り当ての残りを地域で使っている。
初期のラスベガスは牧草地に泉の水を供給する帯水層に頼っていたが、水の汲み上げにより地下水位の低下と広い範囲の地盤沈下を生じさせた。今日の帯水層は基本的に水の需要が低いときに湖から組み上げ、需要が高いときに湖に戻す貯水機能として使われている。

### 都市化
ラスベガス大都市圏の人口が倍増するために要した時間は1970年代初期以来10年間未満であり、今日では200万人近くになってきた。この急速な人口増により、砂漠の土地を工業や商業の用地に転換して著しい都市化が進んだ。

## 経済

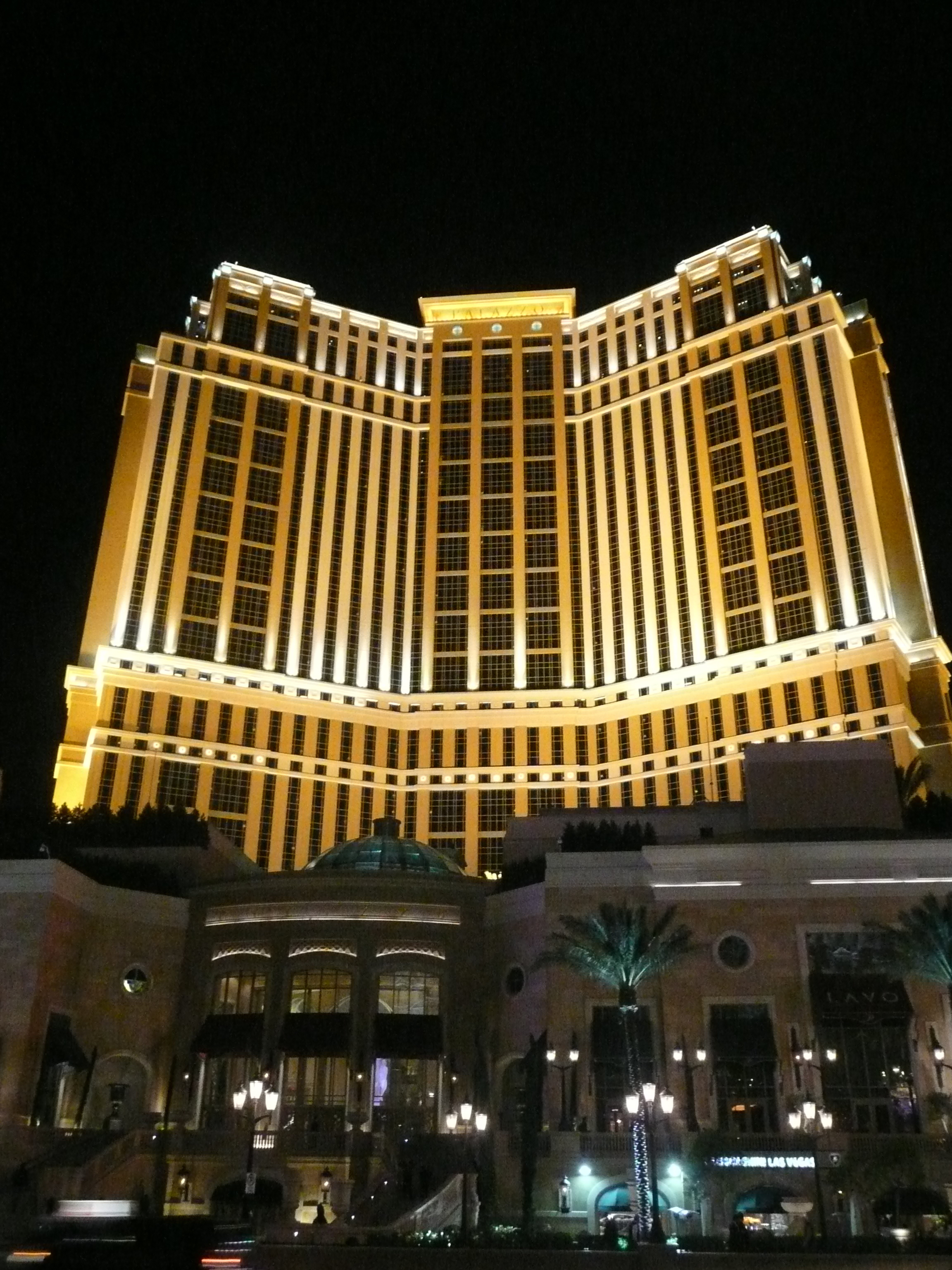
夜のパラッツォ・ホテル外観、ラスベガス市経済の主要部はギャンブルや超高級ホテルなど観光産業に基づいている

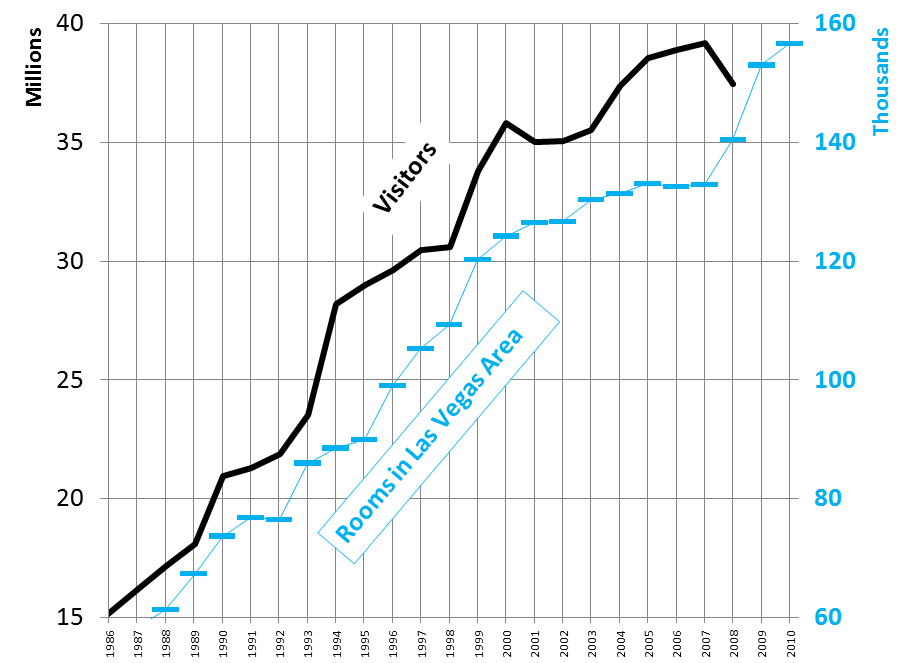
観光客数とホテル客室数の推移。ラスベガス会議観光局のデータ

ラスベガス経済の推進力は観光産業であり、ホテルの客室数は約15万室ある。過去、カジノと有名人のショーの2つが大きな呼び物だった。現在はショッピング、会議、高級料理および美しい景観も観光客を惹き付ける大きな力になっている。
フォーチュン500にも入るハラーズ・エンタテインメントとMGMリゾーツ・インターナショナルという世界でも最大規模の2つの遊興会社がラスベガスを本拠地にしている。スロットマシンなど電子ゲーム機製造に関わる数社がラスベガス地域にある。21世紀の最初の10年間で、ショッピングと食事がそれぞれ客を集めてきた。観光のマーケティングと宣伝は郡全体の機関であるラスベガス会議観光局が行っている。毎年行っている観光客調査では、客数、消費傾向、および観光収入に関する情報を提供している。
ラスベガスは歴史的に世界中の上流階級ギャンブラーを集めてきたが、現在ではイギリス、香港とマカオ、東ヨーロッパおよび中東の開発途上地域との激しい競合状態にある。賭け金の大きい客を追求することに関連する財政と運営上のリスクが続くが、アメリカ合衆国のカジノの中には金持ちを集めるコストがかなり増加し、それに関わる実入りが減少するにつれて、金持ちを追求することを止める者がある。
ラスベガスは最近人口増加と観光ブームを経験した。都市化地域は外に向かって急速に拡大したので、その境界が土地管理局管理地の縁にまで拡がった。このことで地価が上昇し、中心部近くでは中密度および高密度の開発が起こっている。ラスベガスのチャイナタウンは1990年代初期にスプリングマウンテン道路沿いに建設された。ここは当初大きなショッピングセンターが1つあるきりだったが、その後拡張されて様々なアジア系の事業を含むようになった。最近数年間では退職者がこの都市圏に移住してくるようになり、住宅から医療まで彼等を支援する産業振興が促進された。
ラスベガスは製造業や研究基盤を拡大しようとしてきている。市内にあるワールド・マーケット・センターやルー・ルボ脳医療センターなどに加え、多くの小企業も増えて成功する兆しがある。
住宅費は2004年に40％を上昇したが、事業や個人の所得税が無いことは多くの会社を惹き付け、移転や現存事業の拡大を目指させることになっている。真の24時間都市であることで、コールセンターはどの時間帯でも働くことに慣れた労働者を雇用する場所として常に絶好の場所という見方をされてきている。
建設業は通常大きな産業分野になっている。ラスベガス・ストリップに計画されるカジノ・ホテルは通常数年間の建設期間を要し、数千人の労働者を雇用している。同じ事が住宅ブームに言うことができる。ターンベリー・タワーズを建設することで、開発業者はハイエンドのマンションに対する需要が大きいことが分かった。2004年暮れ、幾つかのタワー型集合住宅が様々な開発ステージにあったが、2008年までに起きた信用危機により建設業は下降線に入った。
人口が増え続けることは建設産業が重要であることを意味している。2000年、新築21,000戸と中古住宅26,000戸が販売された。2005年初期、広さ300エーカー (1,200,000 m²) におよぶ20の住宅開発プロジェクトが進行中だった。この同じ期間、ラスベガスはアメリカ合衆国でも最も成長速度の高い地域社会と認識されていた。しかし、金融危機とそれに伴う企業業績の下降により、事業と成長が止まり、ラスベガスは国内でも住宅抵当権執行の最も多い地域の1つになった。消費に回せる収入が無くなり企業の娯楽に使える費用が減少したことで遊興産業は錐もみ降下状態となり、2010年夏時点でも不況から十分に回復していない。
ラスベガス中心街周辺でその他にも有望な住宅と事務所の開発が建設を始めていた。新しい集合住宅や高層ホテルの計画がラスベガスのスカイラインを劇的に変えてきた。多くの大型高層建築物がラスベガス中心街とラスベガス・ストリップのために計画されている。

### 建設業

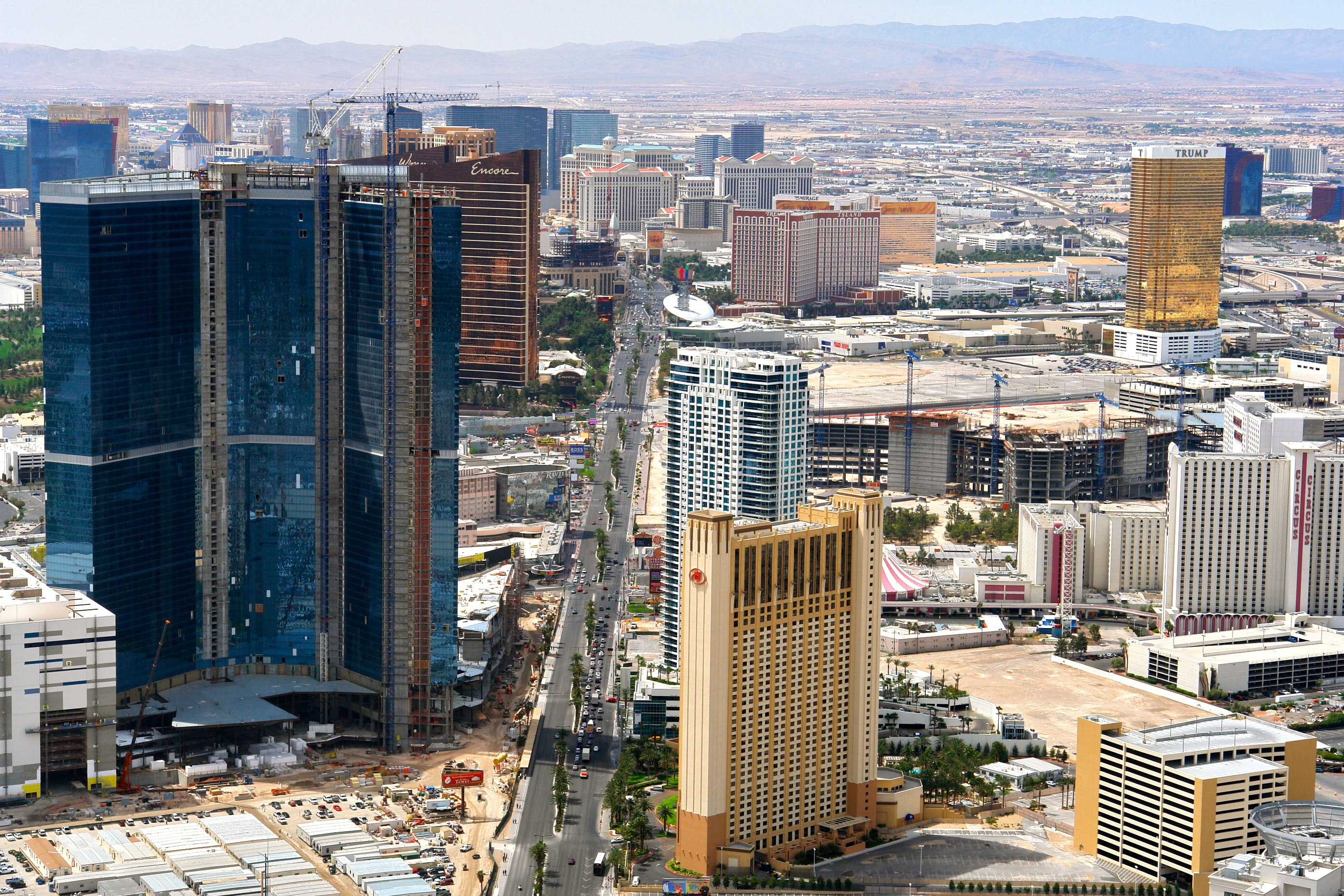
ラスベガス・ストリップの建設現場

ラスベガスにおける建設業は主要産業であり、人口の増加と共に急速に拡大している。2011年3月時点で建設業は40,700人を雇用しており、経済回復と共に更なる成長が期待されている。今日のラスベガスを定義するメガリゾートは1970年代初期に成長を始めたので、建設業は商業開発でも非商業開発の分野でも重要な役割を担っている。ラスベガスのスカイラインには常にクレーンの姿が見られる。いつも300戸の新築住宅が建設されている状態にある。中心街とラスベガス・ストリップでは常に少なくとも一つの遊興施設が建設中である。さらに近年のラスベガスでは高層住宅の建設が集中してきた。豪奢な集合住宅やペントハウスが常に建設されている。パーディーがスプリングバレーの高級住宅街であるサマーリンでの計画を始めて以来、新しい郊外計画都市も増えてきている。
大規模開発であるシティセンターの起工式が2006年6月26日に行われた。現在ラスベガス・ブールバード南3780に完成しており、世界最大の民間開発複合ビルになっている。その建設費は92億ドルであり、ラスベガスの歴史の中でも最大級となった。その建設に要した労働力と物資のために地域の建設能力と労働市場にも大きな影響が出た。このために地域の建設関連コストも2倍になった。シティセンターは現在MGMリゾーツ・インターナショナルが所有しており、ホテル3棟、高層集合住宅2棟、ホテルと集合住宅の複合ビル1棟と大型のショッピングおよび娯楽のセンターができている。
建設工事は2011年と2012年も緩りと増加する予測だが、2013年にはかなりの投資と数多い労働需要が予測されている。近い将来、5年から10年の範囲で、中心街に商業用摩天楼の建設が増加すると予測されている。ワールド・ジュエリー・センターが計画されており、ラスベガスでは最も高く、また唯一の非遊興かつ非住宅の高層ビルになる。このビルは銀行、金融、不動産、保険およびメディアのような産業での開発業者や事業を惹き付けることが期待されている。

### 住宅
この地域の住宅ではスラブ・オン・グレードの基礎が普通に使われている。
伝統的に住宅は一戸建て住宅である。アパートは一般に二階建てである。これには例外もあったが、ごくごく希である。1990年代、ターンベリー・アソシエーツが最初の高層集合住宅を建設した。それ以前は一握りの中層集合住宅があるきりだった。2000年代半ばまでに高層ビル化への大きな動きがあり、ラスベガス・ストリップ周辺のスカイラインに大きな影響があった。

#### 住宅市場の崩壊
ラスベガスは近年のサブプライム住宅ローン危機と住宅市場の崩壊によって国内でも最も大きな影響を受けた地域の一つであり、住宅価格は急落し、大量の抵当権行使が起こった。2008年1月時点で地域の住宅の1.9％が抵当権行使過程にあり、前年の3倍の率になった。この問題は全国的なものだが、購入した住宅に住む意図はなく、直ぐに利益を得ようとした貪欲な投機によるものだった。多くの抵当権を再設定した結果、抵当権行使が増加した。ラスベガスの不動産調査会社セールストラックに拠れば、2008年4月時点で、地域で販売されている22,000戸以上の住宅の51％が未契約である。この不況は賃貸住宅市場にも影響し、賃貸料を押し下げた。しかし、2010年第1四半期以降、賃貸料は過去6か月で2％上昇して回復の兆しを示している。

### 技術系会社
幾つかの技術系会社がラスベガスに移転するかあるいは創業されてきた。様々な理由で電子ゲーム業界と通信業界の技術系会社が集中している。
ネバダ州南部にある技術系会社としては、ビゲロー・エアロスペース、コムパートナーズ、デイタナミックス、エビタル・コミュニケーションズ、ペトログリフ、スカイワイアメディア、FC2、スウィッチ・コミュニケーションズおよびワールドドックがある。
この地域で創業され、後に買収されたか移転した会社としては、ウェストウッド・スタジオズ（エレクトロニック・アーツが買収）、システムズ・リサーチ・アンド・デベロプメント（IBMが買収）、イェローページ・ドットコム（ベルサウスとSBCが買収）およびMパワー・コミュニケーションズがある。

### 観光業

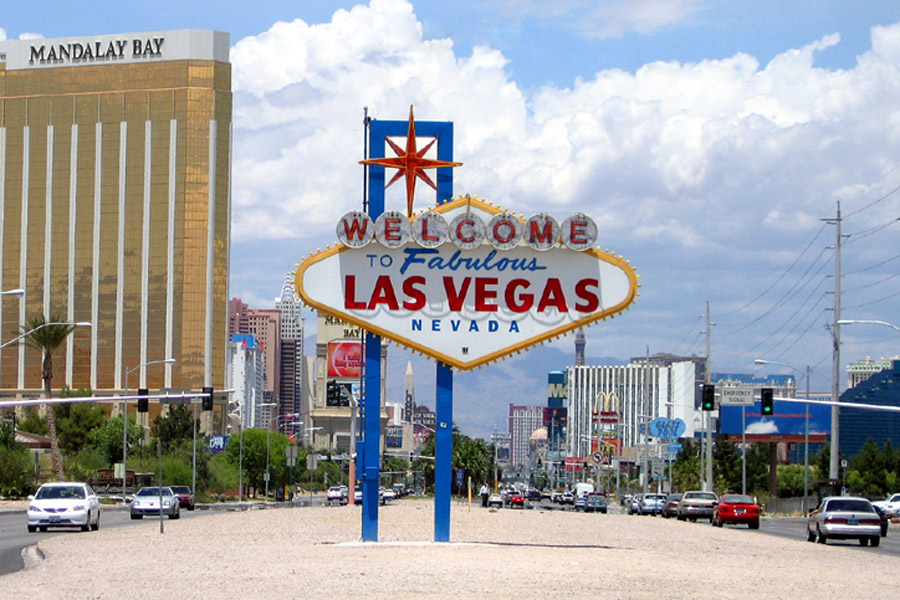
ラスベガスの象徴である歓迎看板

ラスベガスの主要な呼び物と言えばカジノとホテルである。最も有名なカジノ・ホテルはラスベガス・ストリップと呼ばれるラスベガス・ブールバードの一部にある。これら巨大カジノはラスベガス市の域外に位置してる。ホテルは巨大であり、客室数は数千室である。大きなカジノが隣接して設置されている。ラスベガス市内中心街にも多くのカジノ・ホテルがあり、その初期の時代には遊興産業の中心だった。ラスベガス・ストリップから少し離れた場所やラスベガス市の周縁にも大型カジノ・ホテルができている。
ネバダ州はバレー内のカジノを幾つかの地域で分類している。すなわちボールダー・ストリップ、ラスベガス市中心街、ラスベガス・ストリップ、ノースラスベガスおよびクラーク郡の残り部分であり、バレーの外になる地域も含まれている。

### ショッピング
ラスベガスは多くの商店とショッピングモールで手頃な商品や高級品を提供することで観光客への訴求力を拡大してきた。ラスベガス・ストリップの多くのホテルにはショッピングモールが併設され、この長さ4マイル (6.4 km) の道路にショッピングモールが集中する形になっている。さらにラスベガス市、ヘンダーソン市および周辺地域にも幾つかのショッピングモールがある。ラスベガス・ストリップのやや東側に設置されたラスベガスモノレールがストリップの南北に運行されており、幾つかのカジノやラスベガス・コンベンションセンターに停車駅がある。
主要なショッピングセンター
- ザ・クリスタルズ
- ボナンザ・ギフトショップ
- ザ・ブールバード・モール
- ガレリア・アット・サンセット
- グランドキャナル・ショッパーズ
- ファッションアウトレット・オブ・ラスベガス
- ファッションショー・モール
- ザ・フォーラムショップス・アット・シーザーズ
- ラスベガス・プレミアムアウトレッツ
- メドウズ・モール
- ミラクルマイル・ショップス
- ストラトスフィア・タワー・ショップス
- スタジオウォーク・アット・MGMグランド
- ザ・ショップス・アット・サマーリン・センター
- ザ・ショッパーズ・アット・ザ・パラッツォ
- チボリ・ビレッジ・アット・クィーンスリッジ
- タウン・スクエア

## 文化と芸術
毎月第1金曜日に開催されている「ファースト・フライデー」祭では、「芸術村」と呼ばれる中心街南部で、地域の芸術家や音楽家の作品が紹介される。
南ネバダ動物植物公園、別名ラスベガス・ズーでは、150種以上の動物や植物が見られる。
マンダレー・ベイのシャーク・リーフ水族館は、ネバダ州内で唯一動物園水族館協会に認証されている水族館である。160万ガロン (6,000 m³) の海水に2,000匹以上、1,200種の動物を飼っている。
建設費4億8,500万ドルのスミス芸能センター（現在建設中）は中心街のシンフォニー公園にできる。このセンターではブロードウェイのショーなどの移動公演やオーケストラ、オペラおよびダンスなどの公演が行われる予定である。
バラジオ美術ギャラリーは国内国外の主要美術館から高品質の作品を呼んで展示する施設である。過去の展示会にはアンディ・ウォーホル、アレクサンダー・カルダーおよびピーター・カール・ファベルジェなどの作品が紹介された。音声案内装置による鑑賞も可能である。近くにあるシティセンターでは施設全体のあちこちに公衆の作品が展示されている。
ラスベガス自然史博物館はロボットの恐竜、生魚、および26種の保存動物を展示している。動物に触れ合うことができる場所も幾つかある。
スミソニアン博物館の下部組織である原子力試験博物館では、ネバダ核実験場から出てきた人工物を収め、一連の対話型装置、年表、映画を通じて原子力時代の劇的な歴史を記録し、また実験場の実際の装置や道具を展示している。

### 祭
- シネベガス、映画祭
- ヘルドラド・デイズ、カウボーイの祭
- ラスベガス・バイク祭
- ラスベガス音楽祭
- サンジェナロ・フィースト
- ザ・ダム短編映画祭[nb1 1]
- ベグース
- ラスベガス・アニュアル・ワールド・フォークフェスティバル

### 庭園
- アラン・バイブル植物園
- エセル・M・植物サボテン庭園
- ベラージオ温室植物園
- ラスベガス・スプリングス保護区庭園
- ネバダ大学ラスベガス校樹木園

### 図書館
- 建築研究図書館
- ボールダーシティ公共図書館
- 南ネバダ・コミュニティ・カレッジ図書館
- ヘンダーソン地区公共図書館
- ラスベガス・クラーク郡図書館地区
- リード図書館
- ノースラスベガス図書館地区

### 博物館
- 核実験博物館
- バーレスク名誉の殿堂
- クラーク郡歴史遺産博物館
- エロティック歴史遺産博物館
- ギネス記録の世界
- スタートレック：ジ・イクスピアリアンス
- ハリウッド映画博物館
- ハワード・W・キャノン航空博物館
- インペリアルパレス・自動車コレクション
- ラスベガス美術館
- ラスベガス・ギャンブル博物館
- ラスベガス組織犯罪・法執行博物館
- ラスベガス自然史博物館
- リベラーチェ博物館
- リード子供発見博物館
- ロストシティ博物館[nb1 1]
- マダム・タッソー館
- マージョリー・バリック博物館
- ネオン博物館
- ネバダ州立博物館
- ネバダ州立鉄道博物館
- ピンボールの殿堂
- シェルビー博物館
- 南ネバダ美術館

### 公園、競技場など
- アカシア・デモンストレーション庭園

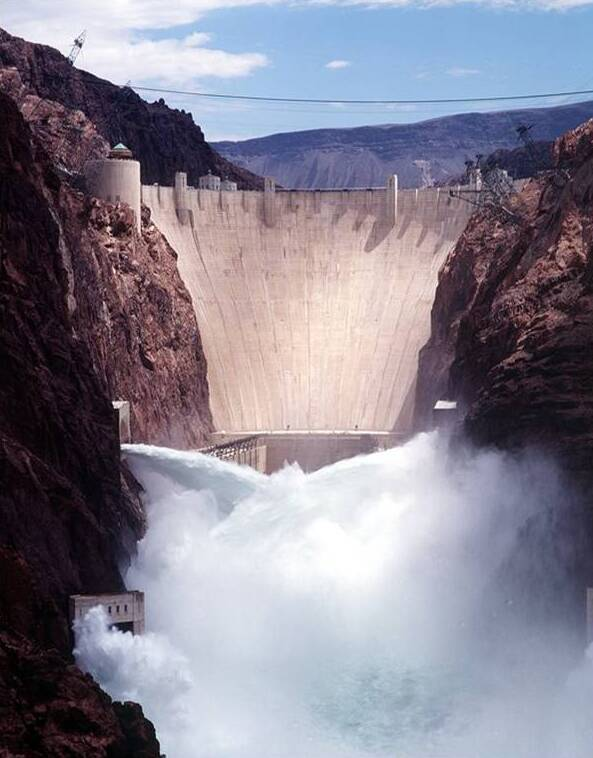
放水するフーバーダム

- アマンダ・アンド・ステーシー・ダーリング記念テニスセンター
- ベティ・ウィルソン・サッカー競技場
- クラーク郡射撃公園
- クラーク郡ウェットランズパーク
- トゥール・スプリングスのフロイド・ラム公園
- フーバーダム[nb1 1]
- ミード湖国立レクリエーション地域[nb1 1]
- レッドロック・キャニオン国立保護地域
- スプリング山脈国立レクリエーション地域[nb1 1]
- サンセットパーク

### 劇場
- ハントリッジ劇場
- ランス・バートン劇場
- ラスベガス小劇場
- シアター・フォー・パフォーミングアーツ

### 動物園
- 南ネバダ動物植物公園
- マンダレーベイのシャーク・リーフ
- ジークフリート・アンド・ロイズ・シークレットガーデンおよびイルカ生息地

1. 1 2 3 4 5  ラスベガス・バレーの外で開催されるが、目的地はラスベガスという認識である

## 都市と町

### 都市
- ヘンダーソン
- ラスベガス
- ノースラスベガス

### ラスベガスの地区
- アリアンテ、ノースラスベガス
- アルタドライブ/スコッチエイティーズ/ランチョ・サークル/ランチョ・ベルエアー
- アンセム
- ボカパーク
- センテニアルヒルズ
- チャイナタウン
- デザートショアーズ
- エルドラド
- グリーンバレー
- インスピラーダ
- コリアタウン
- レイクラスベガス
- ロスプラドス
- マウンテンズエッジ
- パラダイスパームズ
- パラダイスビスタ
- クィーンスリッジ
- ランチョ・シエラエステーツ
- セブンヒルズ
- シルベラドランチ
- サザンハイランズ
- サマーリン
- ザ・レイクス
- ウェストラスベガス

### 国勢調査指定地域
- ブルーダイアモンド
- エンタープライズ
- パラダイス
- スプリングバレー
- サマーリンサウス
- サンライズマナー
- ホイットニー
- ウィンチェスター

### その他の町
- アーデン
- スローン

## メディア

### 放送
ラスベガス・バレーには22のテレビ局と46のラジオ局がある。またボールダーシティとポトシ山の2か所にNOAA気象情報送信機がある。

### 新聞
- ゲーミングワイア ギャンブル関連のオンライン・ニュースサイト
- ヘンダーソン・ホームニューズ、ヘンダーソンで配布される週刊紙、Sunを出版するグリーンスパン・メディアグループが所有している
- ラスベガス・アドバイザー
- ラスベガス・ビジネスプレス
- ラスベガス・シティライフ、週刊紙
- ラスベガス・レビュージャーナル
- ラスベガス・サン
- ラスベガス・ウィークリー、グリーンスパン・メディアグループが所有する別の週刊紙
- サマリン・ニューズとその姉妹紙ウェストバレー・ニューズ、サマリンとスプリングバレーで配布され、グリーンスパン・メディアグループが所有
- バレー・タイムズ、1985年頃に廃刊、1970年代と1980年代のノースラスベガスを報道した

### 雑誌
- 215-サウス
- ラスベガス・スタイル
- Qベガス
- Sラスベガス

## 交通

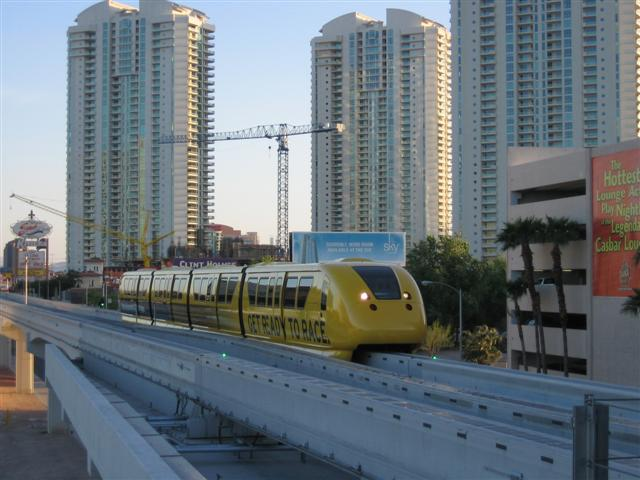
ラスベガス・モノレール、パラダイスのサハラ駅に入ってくるところ

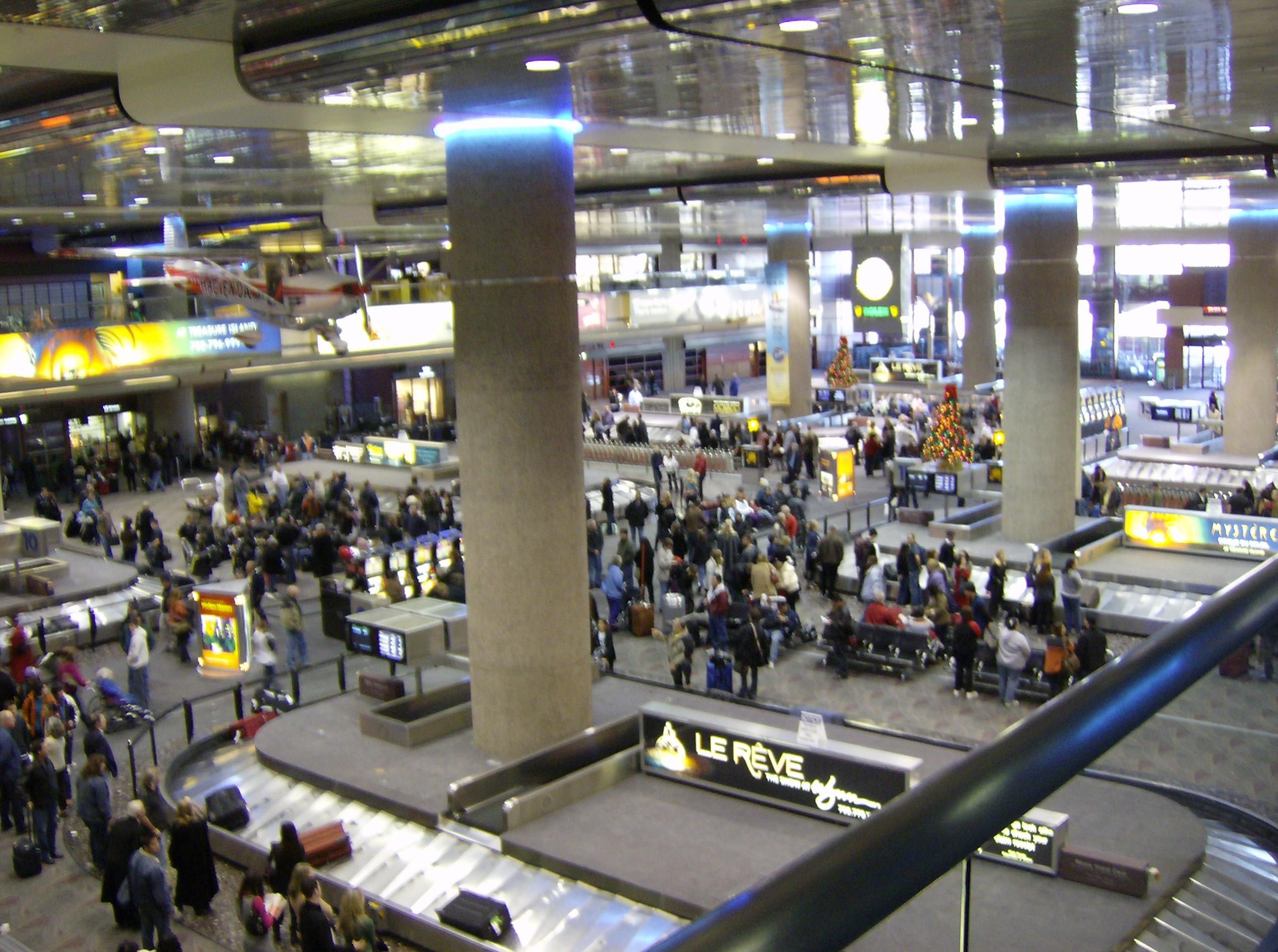
マッカラン国際空港

### 航空
マッカラン国際空港はラスベガスに入る商業便が発着している。この空港からは国内便、国際便および貨物便が発着し、私有航空機も利用できる。しかし一般用途には郡内のノースラスベガス空港、ヘンダーソン・エグゼクティブ空港など小型の空港が利用されている。

### 公共輸送
公共輸送はRTC交通が運行している。ラスベガス、ヘンダーソン、ノースラスベガス各市や郊外地域に多くのバス路線が設定されている。
ラスベガスモノレールはラスベガス・ストリップ南端のMGMグランドホテルから北端のサハラ・ホテル・アンド・カジノまで走行している。
1997年まで市内を通るユニオン・パシフィック鉄道線を使ってアムトラックの「デザート・ウィンド」号が運行されていた。その後はアムトラックの高速バス輸送に置き換えられた。タルゴ列車を使ってロサンゼルスからラスベガスまでの運行を再開する計画が検討されてきたが、これまで実現していない。アムトラックのラスベガス駅はプラザホテルにあった。この駅はカジノの中にある唯一の駅だった。
プラザホテルには長距離バスのグレイハウンドのターミナルもある。

### 計画路線
- エクスプレスウエスト、カリフォルニア州ヴィクターヴィルからの高速鉄道
- カリフォルニア・ネバダ州間マグレブ、アナハイムまで延伸される予定であり、最初の区間はネバダ州プリムとなる
- ラスベガス・レールウェイ・イクスプレス
- Zトレイン、ロサンゼルス市ユニオン駅とラスベガス・ストリップに隣接する新しいZトレイン駅を結び週6日運行される
- デザート・ライトニング、ロサンゼルス市およびフェニックス市とを結ぶ

### 道路
主要高速道路である州間高速道路15号線と同515号線/アメリカ国道95号線がラスベガス中心街を抜けている。州間高速道路15号線はラスベガスと南カリフォルニア、ロサンゼルス市海岸側中心部、およびサンディエゴ市とを結んでおり、北東方向はユタ州ソルトレイクシティの向こうまで続いている。州間高速道路515号線は南東のヘンダーソン市に向かい、その先はアメリカ国道93号線となってフーバーダムを越え、アリゾナ州フェニックスとアリゾナ・サンコリダーに繋がっている。アメリカ国道95号線はカーソンシティやリノなどネバダ州北西部とを繋いでいる。アメリカ国道93号線はラスベガスの北東で州間高速道路15号線から分岐し、州内東部を抜けて北に向かい、イーライやウェルズに向かう。アメリカ国道95号線はヘンダーソン近くでアメリカ国道93号線から分岐して南に向かい、東のカリフォルニア州に入る。4分の3周の環状道路があり、南は州間高速道路215号線、西と北はクラーク郡道215号線となっている。放射状の道路としてはネバダ州道160号線でパーランプへ、同147号線でミード湖へ行くことができる。
ラスベガス中心街の外側の地上道路は、ラスベガス・ブールバード、州道582号線および州道599号線を例外として、公有地測量システムの区画線に沿って配列されている。その多くはネバダ州交通部によって州道として維持されている。
通りの番号付けは次の道路が起点になっている。
- 東西方向に走るウェストクリフ・ドライブ、アメリカ国道95号線、フレモント通り、およびチャールストン・ブールバードで南北が分けられ、番号は西から東に付けられている。
- 南北方向に走るラスベガス・ブールバードのラスベガス・ストリップからストラトスフィア近くまで東西が分けられ、ストラトスフィアからノースラスベガス市境まではメインストリートが分割線となり、その後ゴールドフィールド通りとなる。
- ラスベガス市東側では、チャールストン・ブールバードとワシントン・アベニューの間のブロック番号は市の東側境界となるネリス・ブールバードに沿うものと異なっている。
- 通り名には全て上記の分割線を境に東西南北の1文字が頭に来る。

東西方向道路、北から南へ配列
- ラスベガス・ベルトウェイ（郡道215号線）
- アン道路
- クレイグ道路（州道573号線）
- シャイアン・アベニュー（州道574号線）
- ケイリー・アベニュー
- ミード湖ブールバード（州道147号線）
- ワシントン・アベニュー（州道578号線）
- サマリン・パークウェイ
- ボナンザ道路（州道579号線）
- チャールストン・ブールバード（州道159号線）
- サハラ・アベニュー（州道589号線）
- デザートイン道路
- スプリングマウンテン道路（州道591号線）
- フラミンゴ道路（州道592号線）
- トロピカーナ・アベニュー（州道593号線）
- ラッセル道路（州道594号線）
- サンセット道路（州道562号線）
- ウォームスプリングス道路
- ブルーダイアモンド道路（州道160号線）
- ラスベガス・ベルトウェイ
- ミード湖パークウェイ（元ミード湖ドライブ、州道564号線）
- ホライズンリッジ・パークウェイ
- セントローズ・パークウェイ（ 元ミード湖ドライブ、州道146号線）

南北方向道路、西から東に配列
- ラスベガス・ベルトウェイ（郡道215号線）
- デュランゴ・ドライブ
- バッファロー・ドライブ
- レインボー・ブールバード（州道595号線）
- ジョーンズ・ブールバード（州道596号線）
- ディケーター・ブールバード
- バレービュー・ブールバード
- ディーン・マーティン・ドライブ
- ラスベガス・ブールバード（州道604号線）
- ランチョ・ドライブ（州道599号線）
- パラダイス道路（州道605号線）
- メリーランド・パークウェイ
- イースタン・アベニュー（州道607号線）
- ペコス道路
- ラム・ブールバード（州道610号線）
- ネリス・ブールバード（州道612号線）

### 燃料
ラスベガス地域はネバダ州の大半と同様に、自動車用ガソリン、ディーゼル油および航空燃料を輸入に頼っている。州内には石油精製所が1か所あるだけである。単一の供給源としてカルネブ・パイプラインに頼っている。ディーゼル油はノースラスベガスの鉄道専門駅に届けられている。供給の多様化については計画されているUNEVパイプラインに頼ることになる。

## スポーツ
ラスベガス地域は下記のマイナー・リーグ・スポーツのチームが本拠地にしている
| チーム名                     | スポーツ               | 所属リーグ                       | 試合場                     | 設立年 | 優勝履歴 |
| ---------------------------- | ---------------------- | -------------------------------- | -------------------------- | ------ | -------- |
| ラスベガス・フィフティワンズ | 野球                   | パシフィックコーストリーグ       | キャッシュマン・フィールド | 1983年 | 2回      |
| ラスベガス・ラングラーズ     | アイスホッケー         | ECHL                             | オーリンズ・アリーナ       | 2003年 | 0        |
| ラスベガス・ロコモーティブス | アメリカンフットボール | ユナイテッド・フットボールリーグ | サム・ボイド・スタジアム   | 2009年 | 2回      |

## レクリエーション
ラスベガス・バレー内には多くの組織が運営する多目的歩道体系が幾つかある。リバー山脈環状トレイルは延長35マイル (56 km) あり、バレーの西側とフーバーダムやミード湖を繋いでいる。サマーリンはその22,500エーカー (90 km²) の領域の中に総延長150マイル (240 km) 以上のトレイルがあり、賞を受賞した。延長3マイル (5 km) のエンジェルパーク・トレイル、ボナンザ・トレイルおよび郡のフラミンゴ・アロヨ・トレイルもある。州間高速道路215号線西環状トレイル（5マイル、8 km）、同東環状トレイル（4マイル、6 km）、トロピカーナ/フラミンゴ・ウォッシーズ・トレイルとウェスタン・トレイルズ・パーク地域乗馬道（4マイル、6 km）もある。

## 教育

### 初等中等教育
- 公共教育

クラーク郡教育学区が郡内の初等中等学校を管轄している。民間組織に運営委託した学校が幾つかある。
- 私立学校
  - アレクサンダー・ドーソン学校
  - アメリカン・ヘリテージ・アカデミー
  - ビショップ・ゴーマン高校
  - フェイス・ルーテラン中高等学校
  - ザ・メドウズ・スクール
  - セントバイエーター・スクール

### カレッジと大学
ネバダ大学ラスベガス校はパラダイスにあり、ラスベガスからは約3マイル (5 km) 南、ラスベガス・ストリップからは約2マイル (3 km) 東になる。ネバダ大学医療学校はラスベガス中心街近くにキャンパスがある。フェニックス大学など全国的な大学が幾つかラスベガス地域にキャンパスを持っている。ネバダ州立カレッジ、ナショナル大学およびトゥオロ大学ネバダ校は近くのヘンダーソンにある。南ネバダ・カレッジはラスベガス、ノースラスベガスおよびヘンダーソンにキャンパスがある。ヘンダーソンにはデブリー大学、ケラー経営大学院大学、さらに南ネバダ大学もある。私立大学としてはアポロ・カレッジやITT工科大学もある。